# Burundi a 2016. évi nyári olimpiai játékokon
Burundi a brazíliai Rio de Janeiróban megrendezett 2016. évi nyári olimpiai játékok egyik részt vevő nemzete volt. Az országot az olimpián 3 sportágban 9 sportoló képviselte, akik összesen 1 érmet szereztek.

## Érmesek
| Érem  | Versenyző          | Sportág  | Versenyszám |
| ----- | ------------------ | -------- | ----------- |
| Ezüst | Francine Niyonsaba | Atlétika | Női 800 m   |

## Atlétika
Férfi
| Versenyző                   | Versenyszám | Előfutam | Előfutam | Előfutam | Elődöntő | Elődöntő | Elődöntő | Döntő         | Döntő         |
| Versenyző                   | Versenyszám | Idő      | Hely.    | Össz.    | Idő      | Hely.    | Össz.    | Idő           | Helyezés      |
| --------------------------- | ----------- | -------- | -------- | -------- | -------- | -------- | -------- | ------------- | ------------- |
| Antoine Gakeme              | 800 m       | 1:47,46  | 6.       | 26.      | kiesett  | kiesett  | kiesett  | kiesett       | kiesett       |
| Olivier Iradukunda          | 5000 m      | 13:44,08 | 17.      | 34.      |          |          |          | kiesett       | kiesett       |
| Olivier Iradukunda          | 10 000 m    |          |          |          |          |          |          | 28:32,75      | 27.           |
| Abraham Niyonkuru           | Maraton     |          |          |          |          |          |          | nem ért célba | nem ért célba |
| Pierre-Célestin Nihorimbere | Maraton     |          |          |          |          |          |          | 2:29:38       | 115.          |

Női
| Versenyző          | Versenyszám | Előfutam | Előfutam | Előfutam | Elődöntő | Elődöntő | Elődöntő | Döntő    | Döntő    |
| Versenyző          | Versenyszám | Idő      | Hely.    | Össz.    | Idő      | Hely.    | Össz.    | Idő      | Helyezés |
| ------------------ | ----------- | -------- | -------- | -------- | -------- | -------- | -------- | -------- | -------- |
| Francine Niyonsaba | 800 m       | 1:59,84  | 1.       | 12.      | 1:59,59  | 2.       | 11.      | 1:56,49  |          |
| Diane Nukuri       | 10 000 m    |          |          |          |          |          |          | 31:28,69 | 13.      |

## Cselgáncs
Női
| Versenyző          | Versenyszám | Selejtező                         | Nyolcaddöntő      | Negyeddöntő       | Elődöntő          | Vigaszág elődöntő | Bronz- mérkőzés   | Döntő             | Helyezés |
| Versenyző          | Versenyszám | Ellenfél Eredmény                 | Ellenfél Eredmény | Ellenfél Eredmény | Ellenfél Eredmény | Ellenfél Eredmény | Ellenfél Eredmény | Ellenfél Eredmény | Helyezés |
| ------------------ | ----------- | --------------------------------- | ----------------- | ----------------- | ----------------- | ----------------- | ----------------- | ----------------- | -------- |
| Antoinette Gasongo | Harmatsúly  | Joana Ramos (POR) · 000(0)–102(0) | kiesett           | kiesett           | kiesett           |                   |                   |                   | 17.      |

## Úszás
Férfi
| Versenyző     | Versenyszám | Előfutam | Előfutam | Előfutam | Elődöntő | Elődöntő | Elődöntő | Döntő   | Döntő    |
| Versenyző     | Versenyszám | Idő      | Hely.    | Össz.    | Idő      | Hely.    | Össz.    | Idő     | Helyezés |
| ------------- | ----------- | -------- | -------- | -------- | -------- | -------- | -------- | ------- | -------- |
| Billy Irakose | 50 m gyors  | 26,36    | 7.       | 66.      | kiesett  | kiesett  | kiesett  | kiesett | kiesett  |

Női
| Versenyző       | Versenyszám | Előfutam | Előfutam | Előfutam | Elődöntő | Elődöntő | Elődöntő | Döntő   | Döntő    |
| Versenyző       | Versenyszám | Idő      | Hely.    | Össz.    | Idő      | Hely.    | Össz.    | Idő     | Helyezés |
| --------------- | ----------- | -------- | -------- | -------- | -------- | -------- | -------- | ------- | -------- |
| Elsie Uwamahoro | 50 m gyors  | 33,70    | 7.       | 80.      | kiesett  | kiesett  | kiesett  | kiesett | kiesett  |